# Castell de Clemency
El Castell de Clemency (en francès: Château de Clemency; en luxemburguès: Schlass Kënzeg) està situat en la petita ciutat de Clemency, que està a prop de la frontera belga, al sud-est de Luxemburg. El petit castell residencial adjacent a l'església va ser construït el 1660 en arquitectura renaixentista. Un segon castell va ser edificat a la vora del lloc, que pel seu estat ruïnós va ser completament renovat el 2009 i està obert al públic.

## Història
El castell va ser construït el 1665 per Johann Ferdinand von Blanchard. Per als materials de construcció, va utilitzar les ruïnes d'un castell anterior que se situava a uns 30 metres del d'avui. Cinquanta anys més tard, es va transformar en l'estil barroc de l'època. El 1721, després que von Lanser havia comprat la propietat, va patir una vegada més transformacions. L'any 1982, Jean Weis va adquirir la propietat que va ser habitada fins al 2004.